# Psychotria brevipedunculata
Psychotria brevipedunculata là một loài thực vật có hoa trong họ Thiến thảo. Loài này được Müll.Arg. miêu tả khoa học đầu tiên năm 1881.